# José Pirela
José Manuel Pirela (né le 21 novembre 1989 à Valera, Trujillo, Venezuela) est un joueur de deuxième but et de champ extérieur de la Ligue majeure de baseball.

## Carrière
José Pirela signe son premier contrat professionnel en 2007 avec les Yankees de New York. Il gradue au niveau Triple-A des ligues mineures en 2013. De retour avec ce club-école des Yankees en 2014, il connaît chez les RailRiders de Scranton/Wilkes-Barre une saison de 163 coups sûrs en 130 matchs, où il maintient une moyenne au bâton de ,305 avec 60 points produits. Il est nommé sur l'équipe d'étoiles de la saison 2014 de la Ligue internationale à la position de deuxième but. Dans l'entre-saison nord-américaine, il joue pour les Águilas del Zulia en Ligue vénézuélienne de baseball professionnel.
Pirela fait à 24 ans ses débuts dans le baseball majeur le 22 septembre 2014 avec les Yankees de New York. À ce premier match, il récolte deux coups sûrs et un point produit. Son premier coup sûr dans les majeures est réussi aux dépens du lanceur Wei-Yin Chen, des Orioles de Baltimore.
En 44 matchs des Yankees joués en 2014 et 2015, Pirela maintient une moyenne au bâton de ,255 avec un coup de circuit.
Le 11 novembre 2015, les Yankees l'échangent aux Padres de San Diego contre le lanceur droitier des ligues mineures Ronald Herrera.